# 新文化運動
新文化運動（しんぶんかうんどう）とは、1910年代の中国（中華民国初期）に起こった文化運動。五･四新文化運動、五・四文化革命という呼ばれ方もする。

## 概要
その別称でも分かるように、この運動は、五四運動と不可分の関係にある。見方を変えれば、一連の新文化運動の中の最も重要な事件が五四運動であるとも言える。中心人物は、陳独秀であり、彼の創刊した「新青年」という啓蒙雑誌（白話運動を推進する文学革命の中心的雑誌）に寄稿した、魯迅・銭玄同・胡適・李大釗・呉虞・周作人などの人々が、運動の中心となった。
その主張するところは、
1. 儒教批判
2. 人道主義
3. 文字改革
4. 文学改革

などであった。礼教としての儒教に代表される旧道徳・旧文化を打破し、人道的で進歩的な新文化を樹立しようということを提唱し、学生・青年層に圧倒的な支持を受けた。
また、当時の中国をとりまく国際情勢の中では、この運動が、政治的な主張・要求へと直結するのは、必然的な結果であった。また、民主主義と科学を中心とした新文化の運動の過程において、マルクス主義運動が中国に芽生えることとなり、1921年の中国共産党結党へとつながっているのである。